# Паул Вюр
Паул Вюр (на немски: Paul Wühr) е германски писател, поет и романист.

## Биография
Паул Бюр е роден в семейството на пекар. Завършва гимназия в Мюнхен и се обучава за начален учител. От 1949 до 1983 г. работи като учител в Грефелфинг, Горна Бавария.
През 1973 г. заедно с писатели, между които Михаел Крюгер, основава първата кооперативна авторска книжарница.
След 1986 г. Вюр живее със съпругата си в италианското селце Ле Пиерле над Пасиняно сул Тразимено, на границата с Умбрия и Тоскана.
Паул Вюр е член на „Германския съюз на писателите“ и германския ПЕН клуб.
Умира в Ле Пиерле на 89-годишна възраст.

## Творчество
Паул Вюр започва да пише още на младини, а от края на 40-те години работи над обемиста творба, която го прави експериментален автор в съвременната немскоезична литература.
След две книги за деца, в началото на 60-те години Вюр за първи път печели интереса на широката публика с радиопиеси. Автор е на романи, радиопиеси, поеми в проза и лирика, при които границите между литературните родове се размиват поради често прилаганата от автора колажна тактика.
Въпреки голямото признание от критиката и многото отличия, Паул Вюр е смятан за един от големите аутсайдери в германската литература, който отказва да участва в общи писателски начинания.

### Поезия, проза
- Der kleine Peregrino (mit Walter Habdank), 1960
- Basili hat ein Geheimnis (mit Lilo Fromm), 1964
- Gegenmünchen, 1970
- So spricht unsereiner, Ein Originaltext-Buch, 1973
- Preislied, Hörspiel aus gesammelten Stimmen, 1974
- Grüß Gott ihr Mütter, ihr Väter, ihr Töchter, ihr Söhne, 1976
- Rede, 1979
- Das falsche Buch, 1983
- Es war nicht so, 1987
- Der faule Strick, 1987
- Sage, 1988
- Gedichte, 1990
- Ob, 1991
- Wenn man mich so reden hört (mit Lucas Cejpek), 1993
- Luftstreiche, 1994
- Ob der Magus im Norden, 1995
- Salve res publica poetica, 1997
- Tanzschrift (mit Hans Baschang), 2000
- Venus im Pudel, 2000
- Leibhaftig, 2001
- Das Lachen eines Falschen, 2002
- Was ich noch vergessen habe (mit Lucas Cejpek), 2002
- Il Corpo e la Parola, 2002
- An und für, Gedichte, 2004
- Dame Gott, 2007
- Zur Dame Gott, 2009

### Радиодрама
- Das Experiment, 1963
- Wer kann mir sagen, wer Sheila ist?, 1964
- Die Rechnung, 1964
- Gott heisst Simon Cumascach, 1965
- Die Hochzeit verlassen (Funkerzählung zur Eisenhans-Variation), 1966
- Wenn Florich mit Schachter spricht, 1967
- Fensterstürze, 1968
- Preislied, 1971
- Verirrhaus, 1972[4]
- Trip Null, 1973
- Viel Glück, 1976
- Soundseeing Metropolis München, 1986
- Thisbe und Thisbe, 1987
- Faschang Garaus, 1988
- So eine Freiheit, 1972

## Награди и отличия
- 1971: Hörspielpreis der Kriegsblinden
- 1976: Ludwig-Thoma-Medaille
- 1977: Literaturförderpreis der Stadt München
- 1984: „Бременска литературна награда“
- 1989: „Награда на Югозападното радио“
- 1990: „Награда Петрарка“
- 1990: „Награда Ернст Майстер за поезия“
- 1997: „Голяма литературна награда на Баварската академия за изящни изкуства“
- 2001: F.-C.-Weiskopf-Preis der Berliner Akademie der Künste
- 2002: „Награда Ханс Ерих Носак“
- 2003: Ehrendoktorwürde der Universität Bielefeld
- 2007: „Награда Ернст Яндл за поезия“
- 2014: „Награда Хаймрад Бекер“[5]